# Ach (Gemeinde Munderfing)
Ach ist ein Weiler der Gemeinde Munderfing in Oberösterreich (Bezirk Braunau am Inn). Die Ortschaft hat 12 Einwohner (Stand 1. Jänner 2024).

## Geographie
Ach liegt im Zentrum des Gemeindegebietes von Munderfing bzw. im Norden der Katastralgemeinde Achenlohe. Vom Zentrum der Gemeinde erreicht man die Ortschaft über die nach Südosten führende Hauptstraße sowie die Braunauer Straße und abzweigende Straßen bei der Wallnerbauer-Kapelle. Die Ortschaft besteht aus einer südlichen Häusergruppe (Ach 1 bis 4) und einer nördlichen Häusergruppe (Ach 8 bis 10). Benachbarte Ortschaften sind Katztal im Norden, Rödt im Westen, Achenlohe im Süden und Achtal im Osten.
Für Ach wurden 2001 insgesamt vier Gebäude gezählt, wobei vier Gebäude über einen Hauptwohnsitz verfügten und jeweils vier Wohnungen bzw. Haushalte bestanden. In der Ortschaft bestanden zwei land- und forstwirtschaftliche Betriebsstätten.

## Geschichte und Bevölkerung
Der Ortsname Ach leitet sich vom früheren Namen des nahen Schwemmbaches ab. Der Name bedeutet das Fließende. Der Name wird erstmals urkundlich 1336 genannt, eine weitere Namensvariante lautet Gössnach. Im 18. Jahrhundert bestand die Ortschaft lediglich aus der südlichen Häusergruppe, die heute noch in ihrer ursprünglichen Form existiert. Es sind dies der Bauernhof Fuchs mit Zuhaus, früher Ritzelgut, Jodlgut, Sülzlgut oder Schmidtgut (Ach 1 bzw. 2), und der Bauernhof Hausl, früher auch Schmied- oder Geigergütl (Ach 4) mit dem heute zugehörigen Zuhaus, ehemals Söllhamergütl (Ach 3).
Im Jahr 1869 lebten in Ach 23 Menschen in vier Häusern. Bis zum Jahr 1910 sank die Einwohnerzahl leicht, wobei in diesem Jahr 21 Einwohner in vier Häusern gezählt wurden. Alle Einwohner der Ortschaft waren hierbei katholischen Glaubens.